# Heriaeus zhalosni
Heriaeus zhalosni es una especie de araña cangrejo del género Heriaeus, familia Thomisidae. Fue descrita científicamente por Komnenov en 2017.

## Distribución
Esta especie se encuentra en Macedonia del Norte y Grecia.